# Judd Gregg

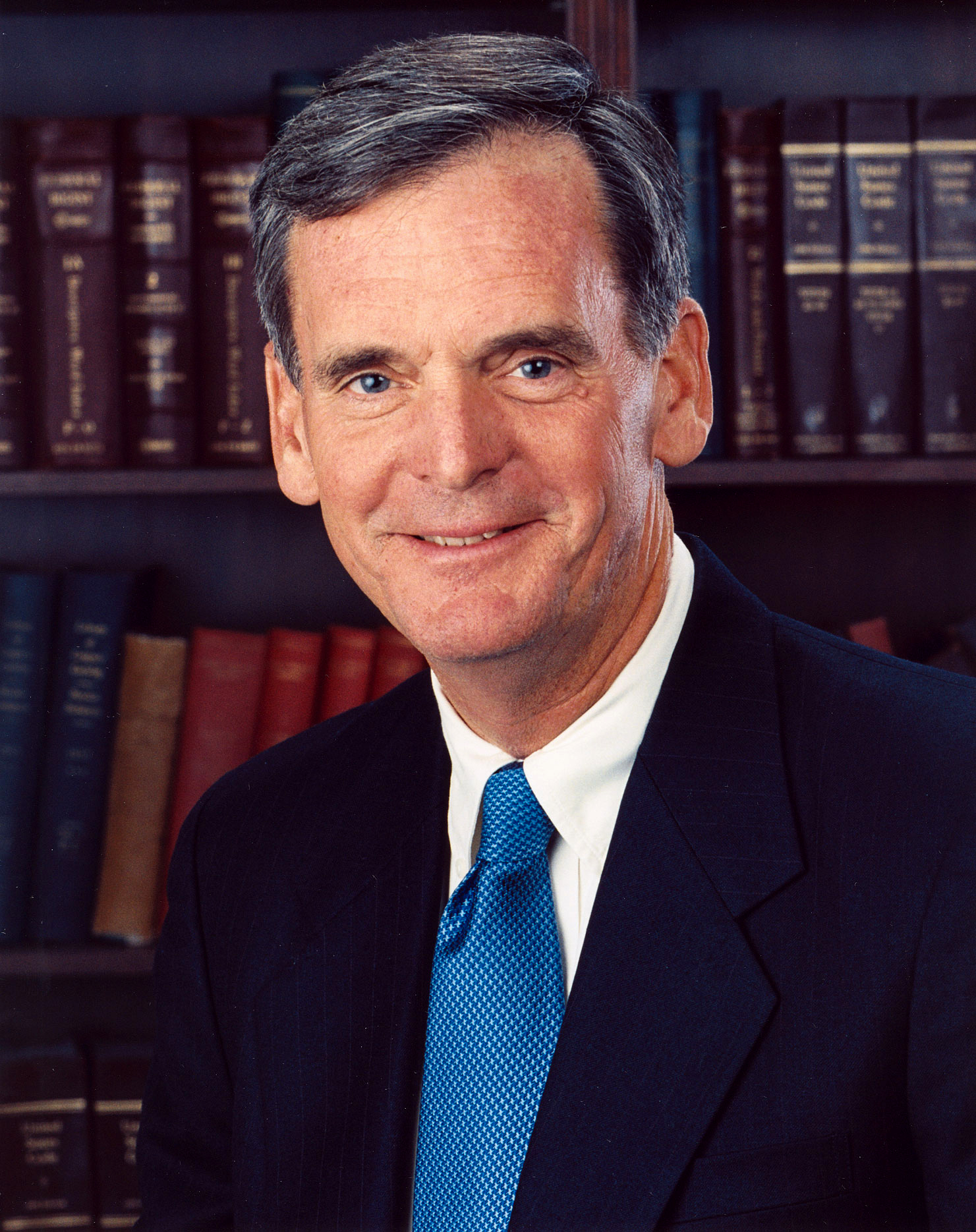
Judd Gregg

Judd Alan Gregg (* 14. Februar 1947 in Nashua, New Hampshire) war von 1993 bis 2011 US-Senator für den Bundesstaat New Hampshire. Der Republikaner war von 1989 bis 1993 Gouverneur von New Hampshire und saß bereits von 1981 bis 1989 im US-Repräsentantenhaus. Am 3. Februar 2009 nominierte Präsident Barack Obama ihn als neuen US-Handelsminister. Gregg zog seine Kandidatur aber eine Woche später zurück.

## Leben
Gregg ist der Sohn von Hugh Gregg, dem Gouverneur New Hampshires von 1953 bis 1955. Er besuchte die Privatschule Phillips Exeter Academy, absolvierte seinen Bachelor an der Columbia University, und erwarb an der Boston University 1972 seinen J.D. sowie 1975 seinen LL.M. Nach dem Studium arbeitete er als Anwalt in seiner Heimatstadt.
Gregg ist Mitglied der United Church of Christ. Er ist verheiratet und hat zwei Kinder. 2005 gewann er 853.492 Dollar bei der Powerball-Lotterie.
Die University of New Hampshire benannte ihr Gebäude für Umwelttechnik in Gregg Hall um, nachdem dieser 266 Millionen Dollar Bundesgelder für die Universität gesichert hatte.

## Politische Karriere
Gregg gewann 1980 die Wahlen in seinem Wahlkreis zum US-Repräsentantenhaus und konnte das Mandat 1982, 1984 und 1986 verteidigen. 1988 trat er dann erfolgreich bei den Wahlen zum Gouverneursamt von New Hampshire an und konnte das Amt 1990 ebenfalls verteidigen.

### Senat
Als sein republikanischer Vorgänger Warren Rudman nicht mehr für den Senat antrat, bewarb sich Gregg schließlich 1992 um ein Senatsamt, setzte sich durch und konnte dies 1998 und 2004 wiederholen. 2004 schlug er dabei mit 66:34 Prozent die 94-jährige Doris Haddock, die besonders durch ihr Engagement für eine geänderte Wahlkampffinanzierung aufgefallen war. Er war von 2005 bis 2007 Ausschussvorsitzender im United States Senate Committee on the Budget. Gregg hatte angekündigt, bei der Senatswahl im November 2010 nicht erneut anzutreten.
Gregg vertrat anlässlich der Präsidentschaftswahlen 2004 John Kerry während der Trainingsdebatten von George W. Bush für die TV-Duelle; dieselbe Rolle hatte er bereits 2000 eingenommen, als er Al Gore mimte.

### Kabinett

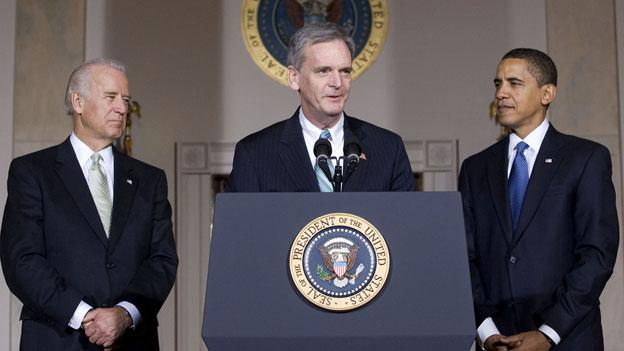
Judd Gregg bei der Bekanntgabe seiner Nominierung als US-Handelsminister mit Vizepräsident Joe Biden und Präsident Barack Obama.

Nachdem der ursprünglich als Handelsminister vorgesehene Gouverneur von New Mexico, Bill Richardson, die Nominierung wegen eines laufenden Ermittlungsverfahrens gegen ihn abgelehnt hatte, wurde Anfang Februar 2009 bekannt, dass Präsident Obama an seiner Stelle mit Judd Gregg einen Politiker der oppositionellen Republikaner zu ernennen plante. Dagegen regte sich in der republikanischen Senatsfraktion zunächst Protest, da befürchtet wurde, New Hampshires demokratischer Gouverneur John Lynch würde einen Demokraten als Greggs Nachfolger berufen und somit die demokratische Mehrheit im Senat ausbauen. Gregg selbst hatte für diesen Fall seinen Verzicht erklärt, erhielt aber dann nach einem Gespräch mit dem Gouverneur dessen Versicherung, dass ihm ein Republikaner nachfolgen würde.
Daraufhin erklärte Gregg sein Einverständnis und wurde vom Präsidenten offiziell nominiert. Später wurde bekannt, dass Gouverneur Lynch als seine Nachfolgerin J. Bonnie Newman benennen würde. Sie war während Greggs Zeit im Repräsentantenhaus dessen Stabschefin und arbeitete unter den Präsidenten Reagan und Bush für die US-Regierung.
Gregg zog seine Kandidatur im Vorfeld der Beschlussfassung des Konjunkturpaketes durch den Kongress wegen verschiedener Differenzen zurück. Er erklärte, dass er finanzpolitisch konservativ sei und daher nicht immer hinter Präsident Obama hätte stehen können.